# Аплинг (окръг, Джорджия)
Окръг Аплинг (на английски: Appling County) е окръг в щата Джорджия, Съединени американски щати. Площта му е 1326 km², а населението - 17 860 души. Административен център е град Баксли.